# Harmonia (Rio Grande do Sul)
Harmonia é um município brasileiro do estado do Rio Grande do Sul na região do Vale do Caí, com aproximadamente 5.524 habitantes, um município rico em cultura e diversidade. 

## História

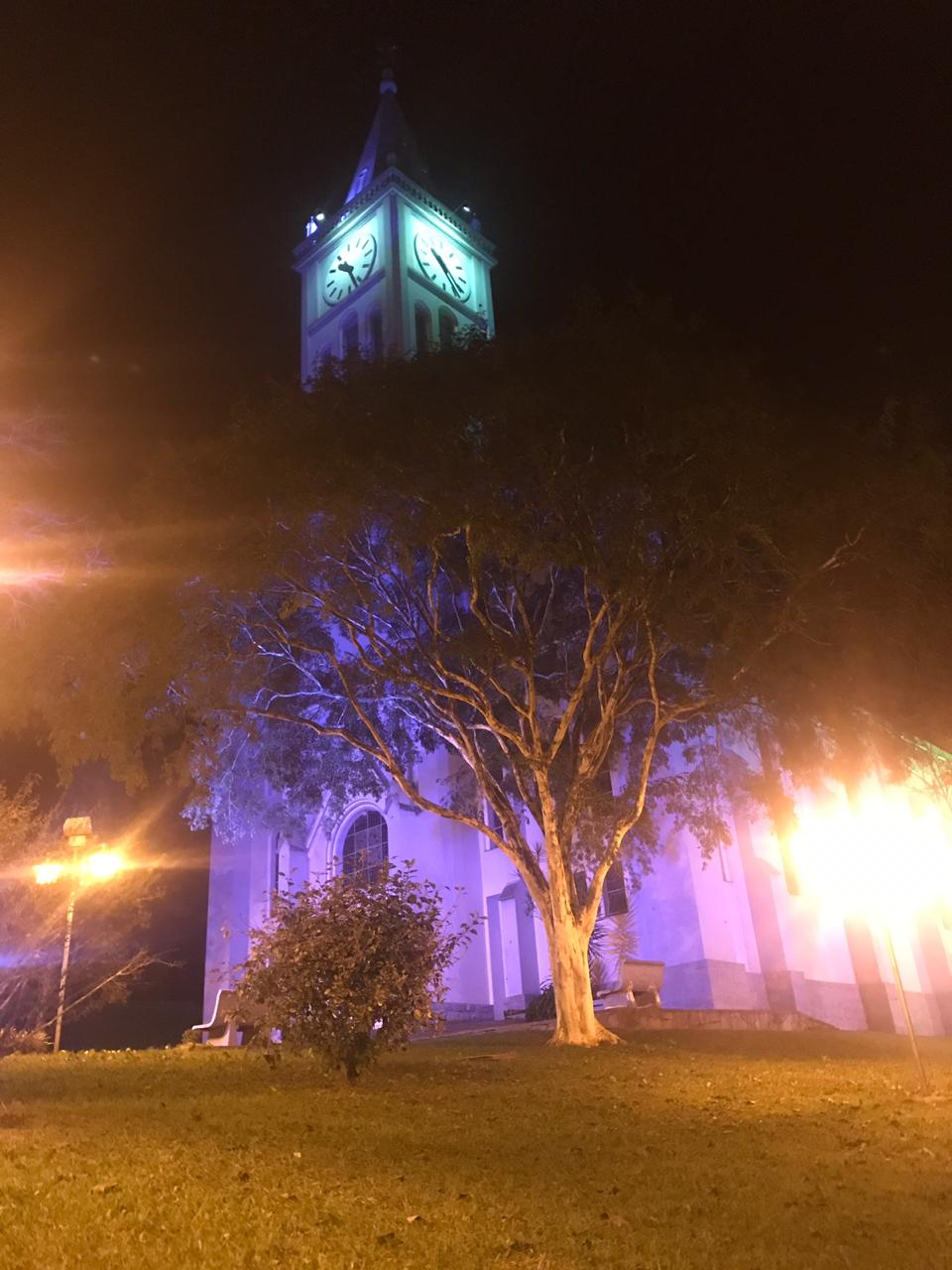
A Igreja Matriz, em julho de 2019.

Município desde 13 de abril de 1988, Harmonia foi criado pela Lei Estadual nº 8562/88, que ratificou o plebiscito que havia ocorrido em 20 de setembro de 1987. Antes disso, seu território era distrito de Montenegro desde 1897.
Harmonia surgiu no embalo da colonização alemã no Vale do Caí, que se iniciou por São José do Hortêncio em 1828 (apenas quatro anos depois da chegada dos primeiros imigrantes ao Estado) e começou a se expandir para o restante da região a partir de 1840.
Era por volta de 1854 quando José (Juca) Inácio Teixeira, encarregou o agrimensor Ernesto Müzel de medir e lotear parte da fazenda Parecy, de sua propriedade e que abrangia desde os atuais municípios de Pareci Novo até o atual município de Tupandi. Filho de descendente portugues e mãe brasileira, Juca Teixeira vendeu os primeiros lotes do novo empreendimento aos colonos Pedro Kuhn e Pedro Heck, de São José do Hortêncio.
O fazendeiro encarregou os dois da venda dos demais lotes e, a partir de 1855, foram chegando também Pedro Kuh, Nicolau Hech, João Hartmann, Matias Hockenbach, Adão Fink, Eduardo Grünewald, Domingos Hilger e Jacó Jung, além das famílias Berwanger, Nedel, Simon, Diehl, Kenze e outras que foram chegando aos poucos. Nos anos seguintes, foram surgindo as primeiras indústrias, com os moinhos de cereais, seguidas das fábricas de queijo, olarias, serralherias e carpintarias. Em 1873 foi construída uma capela de madeira, que era atendida pelos padres jesuítas de Tupandi.
Já o ensino no princípio era desenvolvido em alemão, funcionando em escolas ao ar livre ou mesmo nas casas dos professores. As aulas eram particulares e os professores trabalhavam de manhã na escola e à tarde na roça. Outros ofícios exercidos por eles eram os de diretores de canto e de sacristãos nas igrejas.

## Geografia
Localiza-se a uma latitude 29º32'52" sul e a uma longitude 51º25'32" oeste, estando a uma altitude de 126 metros.
Possui uma área de 48,663 km² e sua população estimada em 2010 era de 4.254 habitantes.
Harmonia fica ao lado da cidade de São Sebastião do Caí, e está a 64 km da capital, Porto Alegre.
O centro da cidade, comumente chamada de "Vila", é predominante plano

#### Clima
A classificação do clima de Harmonia, de acordo com a {Classificação climática de Köppen-Geiger}, é predominantemente subtropical úmido, sendo que nas áreas mais elevadas do município tem uma amplitude térmica maior.

## Economia
Sua economia se baseia na agricultura. A principal empresa é a Cooperativa dos Suinocultores do Caí Superior Ltda (Ouro do Sul).